# Ritter

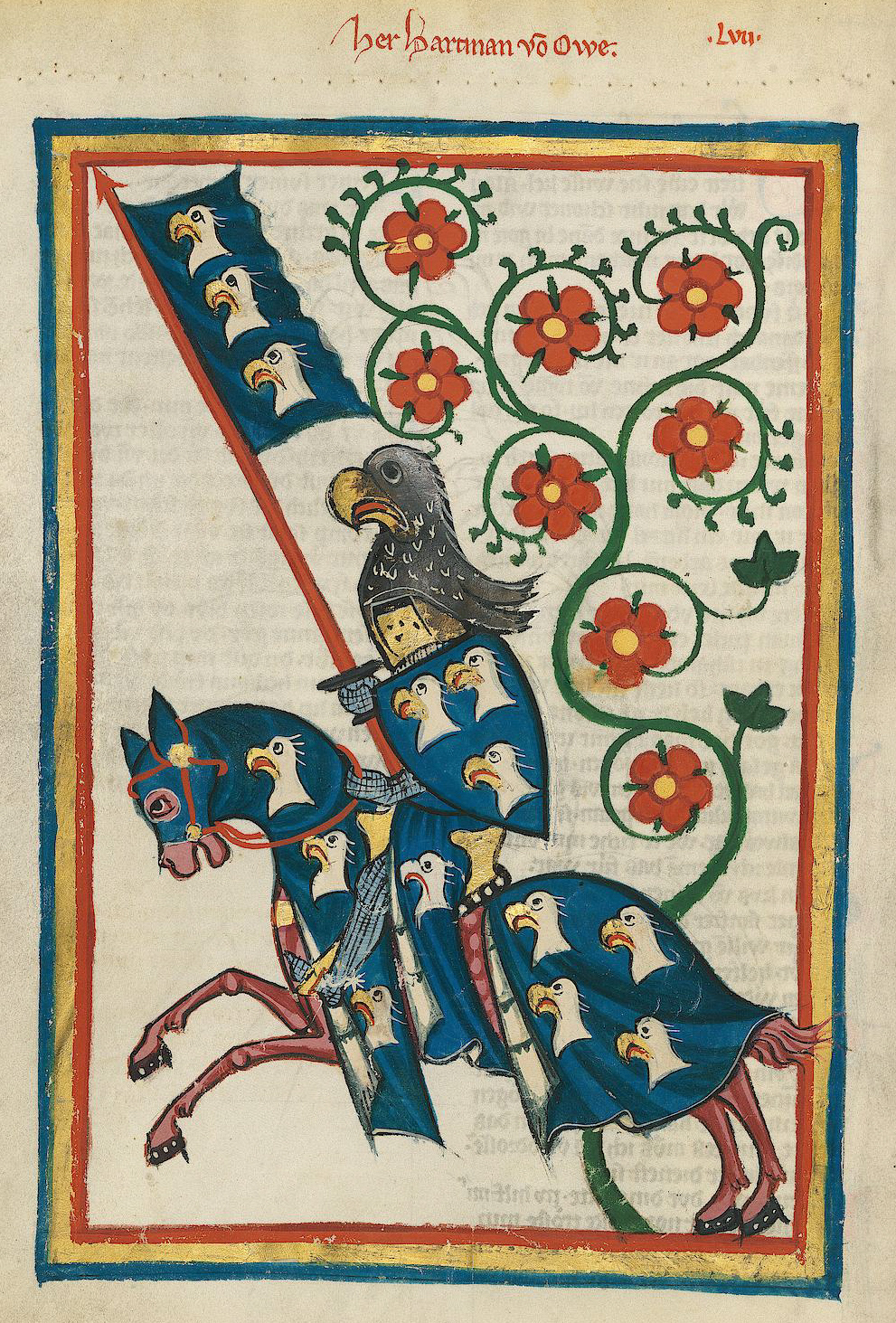
Idealbilder hochmittelalterlicher Ritter: Hartmann von Aue (Darstellung um 1300)

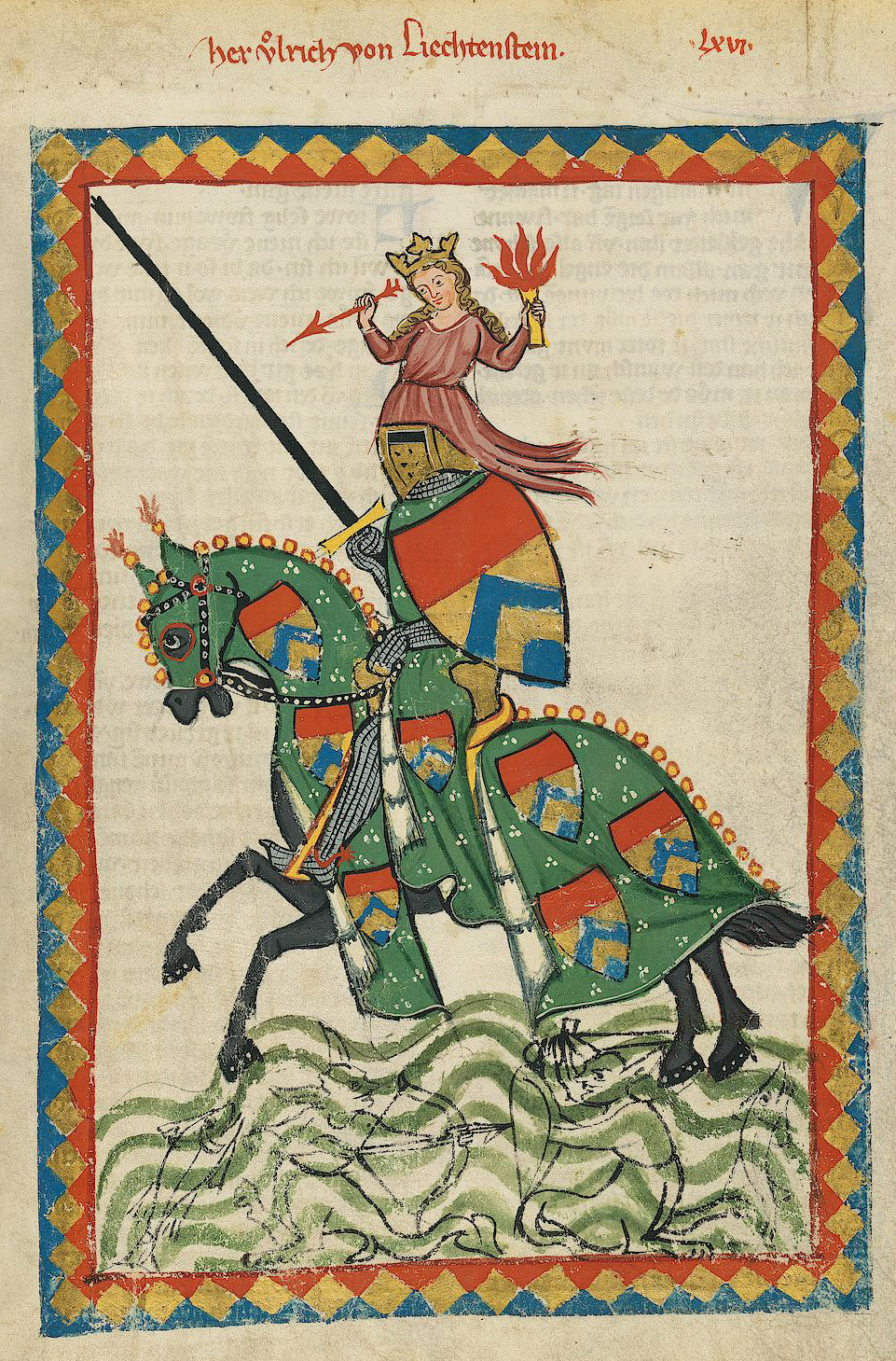
… und Ulrich von Liechtenstein (Codex Manesse, um 1300)

Ritter (mittelhochdeutsch: rîtære, rîter, riter, ritter, mittellateinisch miles, neulateinisch eques auratus, französisch chevalier, englisch knight, italienisch cavaliere, spanisch caballero, polnisch rycerz, slawisch vitez, vityaz, ungarisch vitéz) ist ursprünglich die Bezeichnung für die wehrhaften, schwer gerüsteten, berittenen Krieger des europäischen Mittelalters.
Einen ebenfalls gesellschaftlich herausgehobenen Reiterstand außerhalb des hier behandelten mittelalterlichen Rittertums stellten bereits die römischen „Equites“ dar. Ab dem Spätmittelalter bezog sich der Begriff als Titel vornehmlich auf eine besondere Würde, die einzelne Adelige, aber auch Nichtadelige erwerben konnten.
Das Ideal der Ritterlichkeit und die Ritterorden haben bis heute kulturelle und soziale Bedeutung.

## Definition
Der Begriff Ritter bezeichnet je nach Zeithorizont unterschiedliche Aspekte: einen Berufsstand vor allem im Hochmittelalter, einen sozialen Habitus oder einen neu akzeptierten Adelsrang seit dem Spätmittelalter: Ab dem 11. Jahrhundert etablierten sich neben adligen, „edelfreien“ Grundherren auch unfreie Hofbeamte (Ministerialen) als Ritter. Ihre in der Regel wie der alte Adel von Einkünften aus dem Feudalsystem lebende Mittel- und Oberschicht bildete im 14. Jahrhundert den Hauptteil des entstehenden niederen Adels, der sich nun als Ritterstand definierte. Der Großteil der hoch- und spätmittelalterlichen Ritter konnte sich jedoch aus wirtschaftlichen Gründen nicht auf Dauer im niederen Adelsstand der frühen Neuzeit etablieren. Einen neuen Wirkungsraum für diese kleineren Ritterfamilien boten die sich entwickelnden Städte. Zahlreiche Burgställe in dörflichen Umgebungen und Reste von spätmittelalterlichen Eigenbefestigungen in Städten zeugen bis heute von ihrer einstmaligen Existenz. Die meisten Reiterkrieger des Hochmittelalters galten ursprünglich nicht als Adelige, sondern gehörten bis in das 13. Jahrhundert hinein rechtlich der zwischen Unfreiheit und Freiheit angesiedelten Ministerialität an. Die Verhältnisse variierten je nach Region.
Die meisten Adligen im 14. oder 15. Jahrhundert erwarben diese Ritterwürde gar nicht.
Die Ritterbürtigkeit, also die Abstammung von (nieder-)adligen Vorfahren („zum Wappen geboren“), war meist die Voraussetzung für die Erlangung der Ritterwürde. In einem feierlichen Akt, ursprünglich der Schwertleite, später dem Ritterschlag, wurde man vom Herrscher oder einem anderen Adligen zum Ritter erhoben, vorausgesetzt, man brachte die erforderlichen Merkmale und Qualitäten mit. Letztendlich erlangten nur etwa ein Zehntel der eigentlich ritterbürtigen Personen die Ritterwürde. Die restlichen Angehörigen ritterbürtiger Familien wurden in Deutschland u. a. als „Edelknechte“, „Knechte“ (in der verbreiteten Formel „Ritter und Knechte“), „Knappen“ oder „Armige“ bezeichnet. Im englischsprachigen Bereich werden Ritter (Knights) und Edelknechte (Esquires/Squires) für das Spätmittelalter zeitgenössisch und modern als „men-at-arms“ zusammengefasst.
Aus finanziellen und familiären Gründen zog es gerade der Großteil des Niederadels nun vor, zeit seines Lebens als Edelknechte (lateinisch Armigeri, „Schildträger“) aufzutreten. In zeitgenössischen Heeren des Spätmittelalters stellten sie bis zu neunzig Prozent der Reiterkrieger. So gehörten sie ebenfalls zur Elite der zeitgenössischen Heere und waren waffentechnisch und taktisch kaum von den titeltragenden Rittern zu unterscheiden. Wenn heute der Begriff Ritter für das Mittelalter verwendet wird, so ist oft nicht klar, ob die große Menge der titellosen Edelknechte mit einbezogen wird oder nicht. Auch bei Hochadligen war die Ritterwürde übrigens keineswegs selbstverständlich. Manchmal wurde sie gegen Zahlung einer erheblichen Summe erkauft.
Gelegentlich wurden sogar bewährte nichtadlige (d. h. nicht von ritterbürtigen Familien abstammende) Kriegsknechte zu Rittern geschlagen oder mit dem Schwert umgürtet. Diese Auszeichnungen waren aber meist symbolischer Natur, vergleichbar mit heutigen Ordensverleihungen, denn den so ausgezeichneten Knechten fehlten meist die nötigen finanziellen Mittel, um die Ritterwürde dauerhaft anzunehmen. Einige besonders tapfere Krieger wurden sogar mehrere Male zum Ritter geschlagen, blieben aber weiterhin Edelknechte.

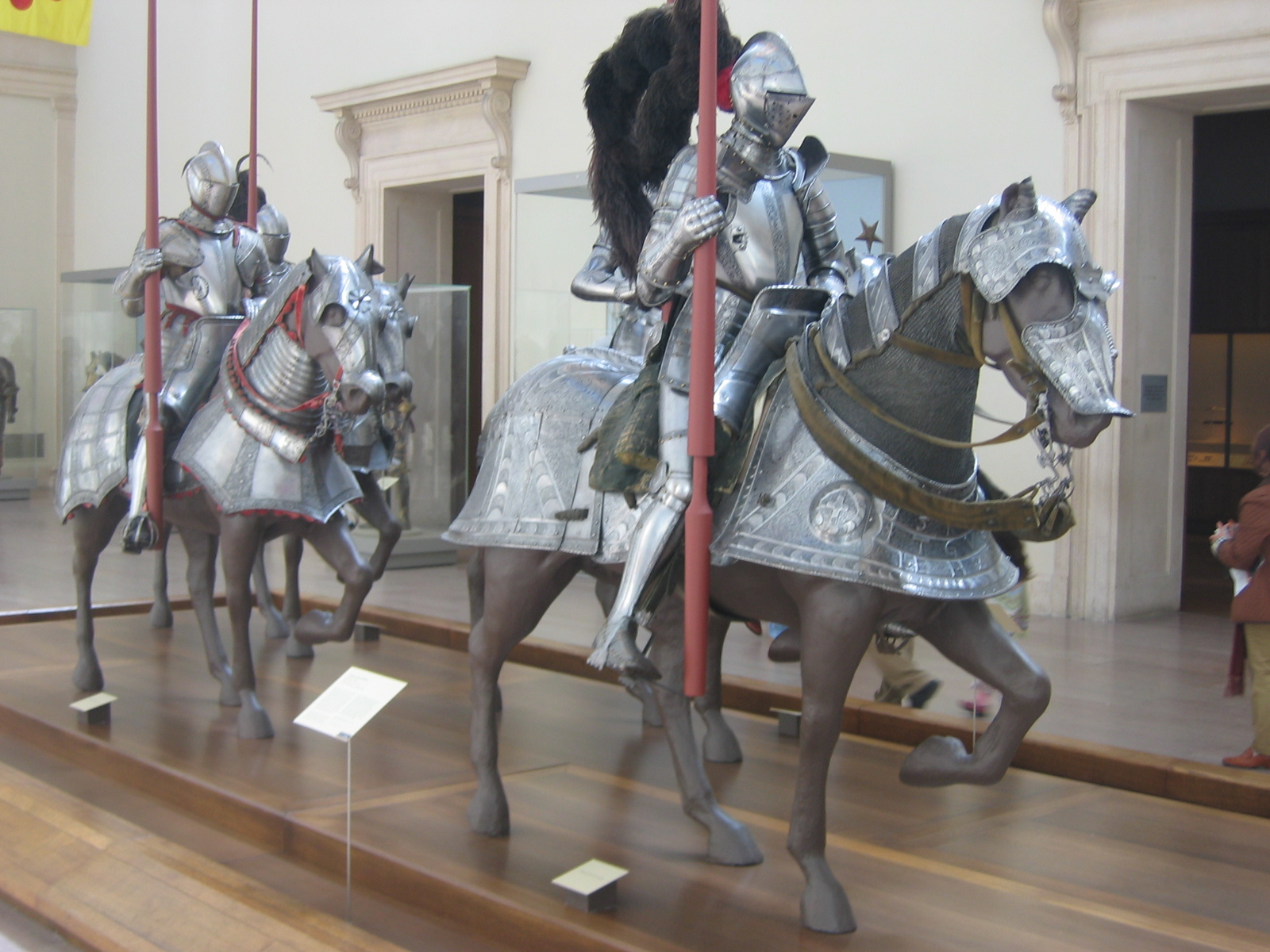
Reiterharnisch Kaiser Maximilians I. († 1519)

Besonders bei Turnieren wurde seit dem Spätmittelalter streng zwischen Rittern (im Sinne der Ritterwürde) und Edelknechten unterschieden. So durften Ritter beispielsweise mit drei Pferden auf dem Turnierplatz erscheinen, Knechten wurden nur zwei zugestanden. Vor großen Schlachten versuchten viele Feudalherren die Kampfmoral ihrer Truppen zu stärken, indem man Edelknechten in größerer Anzahl die Ritterwürde verlieh. So soll der polnische König Władysław II. Jagiełło unmittelbar vor der Schlacht bei Grunwald/Tannenberg die Ritterwürde an tausend seiner „Szlachtschitzen“ verliehen haben. Diese „Promotionen“ kamen natürlich auch nach der Schlacht vor.
In der frühen Neuzeit und bis zum Ende des Heiligen Römischen Reiches Deutscher Nation konnte die Anerkennung als Ritter – aufgrund bestandener Ahnenprobe – durch Aufschwörung und Eintrag (Immatrikulation) in entsprechende Adelsregister – neben dem Besitz eines sogenannten landtagsfähigen Rittergutes – entscheidend dafür sein, ob ein politisch und wirtschaftlich begehrtes Recht auf Sitz und Stimme im Landtag oder in einem Domkapitel bestand. Um die Anerkennung gab es erbittert ausgefochtene Rechtsstreitigkeiten wie den „Erbmännerprozess“.
In Monarchien konnten souveräne Herrscher eine „Nobilitierung“ vornehmen, im österreichischen Adel war hier auch der Titel Ritter möglich. Dieses Privileg wurde dort 1919 durch die österreichische Republik abgeschafft.

## Historische, regionale und politische Ursprünge
Die Bezeichnung „Ritter“, abgeleitet von germ. ridare (= reiten) bzw. ital. cavaliere, okzitan. cavalièr, franz. chevalier, von spätlateinisch caballarius (= Reiter) hergeleitet, verweist auf den Ursprung des Rittertums aus der in Spätantike und Frühmittelalter entstandenen Panzerreiterei. Regional liegen die Ursprünge des mittelalterlichen Rittertums im heutigen Frankreich, das „fränkische (französische)“ Rittertum wurde dann über das niederländische Sprachgebiet nach Osten weitervermittelt. „Ritter“ ist deshalb nach der Ansicht einiger Historiker ein Lehnwort aus dem Niederländischen. Von Deutschland aus breitete sich die Ritterkultur bis weit nach Osteuropa aus, besonders Böhmen entwickelte eine späte, aber umso eindrucksvollere Ausprägung. Noch heute ist Böhmen das Gebiet mit der höchsten Burgendichte Europas. Die politische Grundlage des europäischen Rittertums war der Feudalismus. „Rittertum und Feudalismus gehören in ihrer Geschichte unlösbar zusammen“ (Josef Fleckenstein). In einer anderen Gesellschaftsform hätte sich das Rittertum in seinem historischen Erscheinungsbild nicht ausprägen können, beruht es doch auf der gesellschaftlichen Heraushebung des Kriegers (auch des „Beamten“) aus der Volksmasse. Hier lassen sich deutliche Parallelen zur Herausbildung adliger Kriegerkasten in anderen Kulturen erkennen, z. B. der Samurai in Japan.

## Geschichtliche Entwicklung

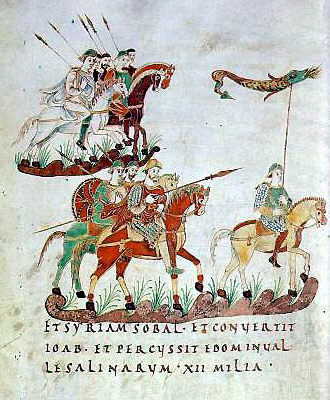
Fränkische Panzerreiter mit Drachenstandarte, abgebildet im Goldenen Psalter von St. Gallen, 9. Jhd.

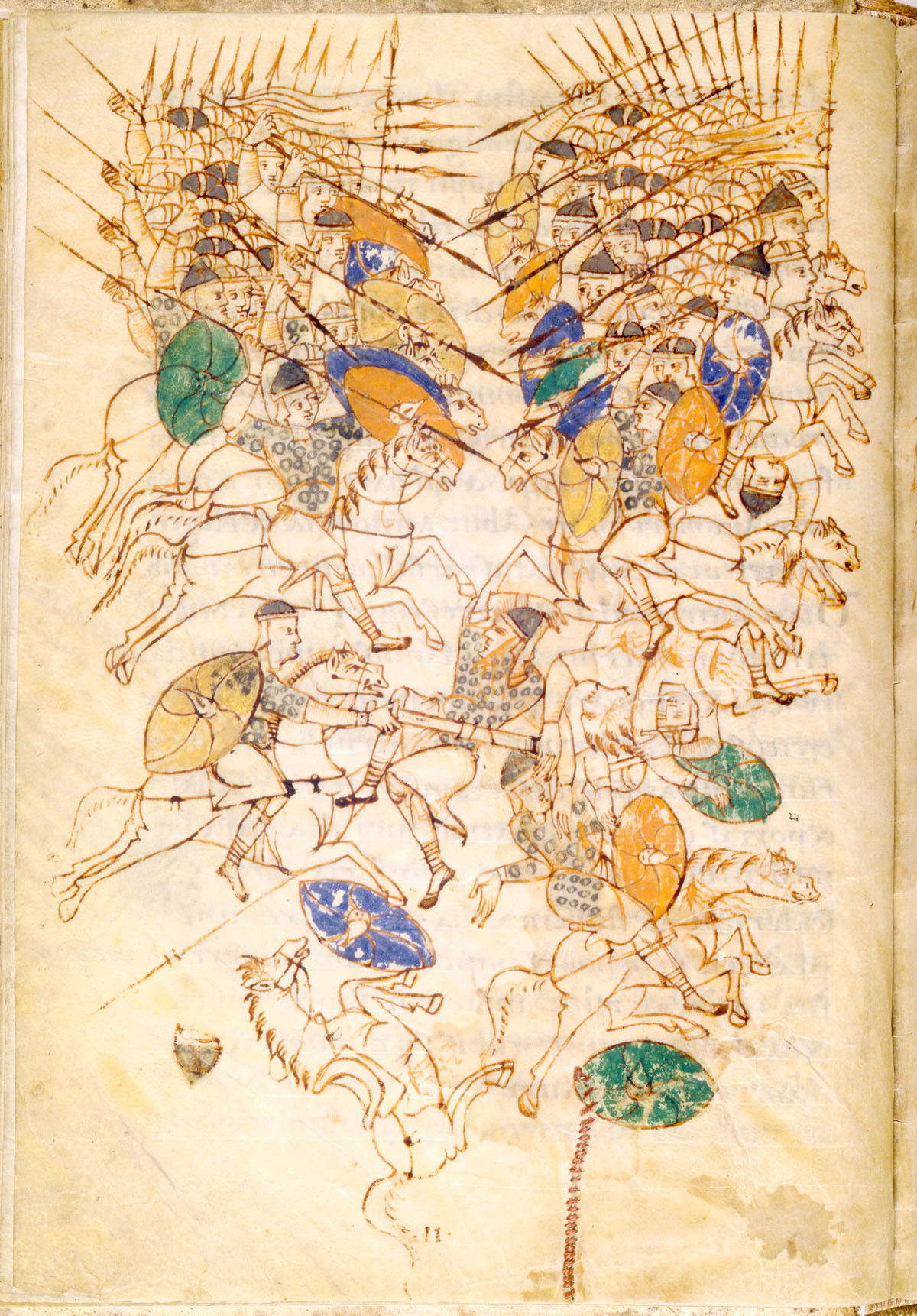
Reiterkrieger mit Bandhelmen, Kettenhemden und Rundschilden im Leidener Makkabäer-Codex, um 925

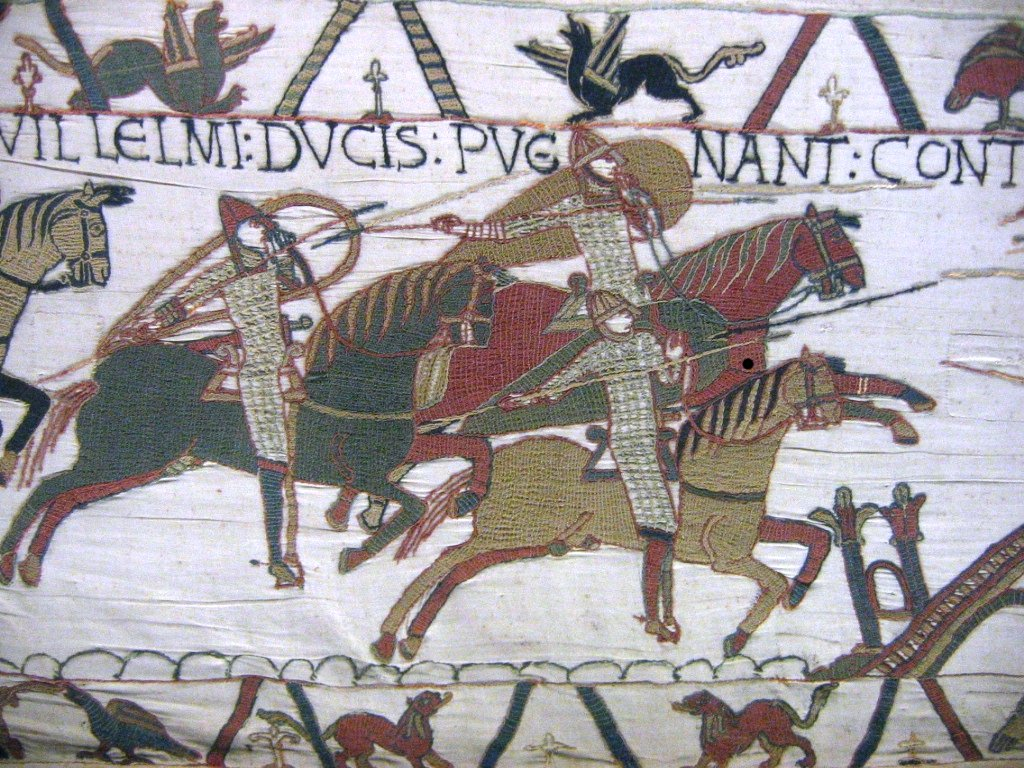
Normannische Kavallerie auf dem Teppich von Bayeux, um 1070

Gepanzerte und mit Lanzen und Langschwertern bewaffnete Reiter waren bereits bei den Parthern und Sarmaten so erfolgreich, dass im römischen Reich der Spätantike ebenfalls solche Kataphrakte eingesetzt wurden. Auch bei Ostgoten und Alanen waren gepanzerte Reiter eine wichtige Stütze der Kriegsführung, die häufig schlachtentscheidend waren, etwa in der Schlacht bei Adrianopel. Bei Franken und Alamannen der Völkerwanderungszeit waren hochrangige Krieger ebenfalls beritten und zum Teil mit Helmen und Panzerungen ausgestattet. In den fränkischen Heeren der Merowingerzeit waren Reitereinheiten fester Bestandteil. Allerdings unterstützten diese in der Regel nur die Fußtruppen, die den Kern des Heeres bildeten, und saßen sogar meist vor der Schlacht ab um selbst zum Fußkampf überzugehen. Gepanzerte Reiter wurden damals nur von einer vergleichsweise kleinen Schicht Adeliger gestellt.
Die Ursprünge des mittelalterlichen Rittertums gehen bis in das 8. Jahrhundert zurück. Häufig werden die Entwicklungen mit dem Auftreten neuer Feinde in Verbindung gebracht. Nachdem die Mauren innerhalb von knapp drei Jahren den größten Teil Spaniens erobert hatten und sich anschickten, die Pyrenäen zu überqueren, sah sich das fränkische Reich einer akuten Gefährdung ausgesetzt. Die berittenen arabischen Kämpfer waren viel beweglicher als die schwerfällige fränkische Infanterie und stellten eine echte Gefahr dar. Im Jahr 732 konnten die Franken in der Schlacht von Tours und Poitiers die muslimischen Araber zwar offenbar vor allem durch ihr starkes Fußheer besiegen, doch begann der fränkische Hausmeier Karl Martell seitdem eine neue Truppengattung aufzubauen: Die fränkischen Panzerreiter, die als direkte Vorfahren der späteren Ritter gelten. Ein Zusammenhang zwischen dem Aufbau dieser Truppen und dem Vordringen der Araber wird bisweilen bezweifelt, da arabische Heere ebenfalls erst ab der 2. Hälfte des 8. Jahrhunderts begannen, in großem Stil Reiter einzusetzen. Häufig wird die Entwicklung zum Panzerreiter daher der Ausbreitung des Steigbügels zugeschrieben, der sich ab dem 6. bis 7. Jahrhundert langsam in Europa ausbreitete. Er gab den Reitern einen taktischen Vorteil und verlieh ihnen Sicherheit im Sattel. Durch die Übernahme des Steigbügels wurde das Reiten erleichtert und die Kraft des Pferdes konnte direkt auf die Lanze übertragen werden.
Im Frankenreich der Karolinger wurde der Panzerreiter mehr und mehr zum Träger der Stoßkraft in kriegerischen Aufgeboten, obgleich Fußvolk und leichte Reiterei weiterhin die Masse der Militärmacht stellten.
Als im 9. Jahrhundert die Wikinger Westeuropa heimsuchten, kam vorrangig den Panzerreitern die Aufgabe zu, die Eindringlinge abzuwehren. Die Wikinger kamen mit Booten auf den Flüssen ins Landesinnere, errichteten Heerlager und starteten von den Lagern aus Reiterangriffe. Den Panzerreitern gelang es häufig, den Feind überraschend zu stellen und zu vernichten.
Ende des 9. Jahrhunderts begannen die Angriffe der ungarischen Reiterkrieger auf Mittel- und Westeuropa (Ungarneinfälle). Im Ostfränkischen Reich konnte das alte Volksheer den angreifenden Bogenschützen auf ihren schnellen, wendigen Pferden keinen ausreichenden Widerstand entgegensetzen. Daher beschlossen die Großen des Reiches unter König Heinrich I. auf dem Reichstag in Worms (927) die Anlage großer Landesburgen (Ungarnwälle) und den Aufbau einer Elitetruppe aus Panzerreitern nach karolingischem Vorbild. Gegen hohe Tributzahlungen wurde ein Waffenstillstand ausgehandelt. Diese Zeit nutzte man zum Burgenbau und zum Aufbau der Reitertruppe. 933 wurden die Tributzahlungen vorzeitig eingestellt, was natürlich neue Angriffe auf ostfränkisches Gebiet zur Folge hatte. Die ostfränkischen Truppen stellten sich den Magyaren an der Werra und der Unstrut in Thüringen sowie 955 auf dem Lechfeld entgegen und schlugen sie in die Flucht. Die Panzerreiterei hatte ihre große Bewährungsprobe bestanden.
Auch bei der anschließenden Reconquista, der Rückeroberung der Iberischen Halbinsel durch die Christen, kam der leichten iberischen Form von Panzerreitern, den Jineten, eine wichtige, wenn nicht sogar entscheidende Rolle zu.
Der erhebliche materielle Aufwand, den der einzelne Freie für den Kriegsdienst zu leisten hatte, führte bereits in karolingischer Zeit dazu, dass nur solche Freien, die mehr als neun Hofstellen besaßen, voll „wehrpflichtig“ waren; ärmere mussten (nach einem detaillierten Schlüssel) zu mehreren gemeinsam einen Kämpfer aus den eigenen Reihen entsenden und seinen Kriegsdienst finanzieren. Dazu gehörten nicht nur Ausrüstung und Bewaffnung, auch für den Lebensunterhalt während des Feldzuges musste der „Wehrpflichtige“ sorgen.
Noch höher war naturgemäß der Aufwand für den Panzerreiter. Ein schweres und besonders ausgebildetes Kriegspferd (der dextrier) und ein teurer Panzer wurden benötigt, vielfach auch noch Knechte als Begleitpersonal. Entsprechend kamen als Panzerreiter nur Reiche – aus eigenem Besitz (Allod) oder aus königlichen oder hochadligen Lehen – in Betracht. Manchmal wurden hierzu auch Ländereien der von den Ungarn zerstörten Klöster eingezogen und an die Vasallen verteilt.
Allerdings waren es im hohen Mittelalter häufig unfreie Dienstmannen (Ministerialen, dazu zählten im Mittelalter z. B. auch ein Verwalter eines Fronhofes oder ein Burgvogt), die von ihren Herren gerne als Ritter verwendet wurden, indem sie durch ausreichende Lehen materiell ausgestattet wurden. Daraus resultierte ein regelrechter sozialer Schub, der für viele dieser Familien oberhalb der bäuerlichen Unfreiheit vor allem im 14. Jahrhundert bis in den niederen Adel führte. Ende des 12. Jahrhunderts hatte Kaiser Barbarossa allerdings verboten, Söhne von Priestern und Bauern in den Ritterstand zu erheben.
Durch diese Aufgabenteilung entstand eine „Kriegerkaste“ – das germanische Volksheer der Völkerwanderungszeit blieb nur noch in Resten erhalten und der mittelalterliche Adel bildete sich heraus.

## Ausrüstung und Bewaffnung

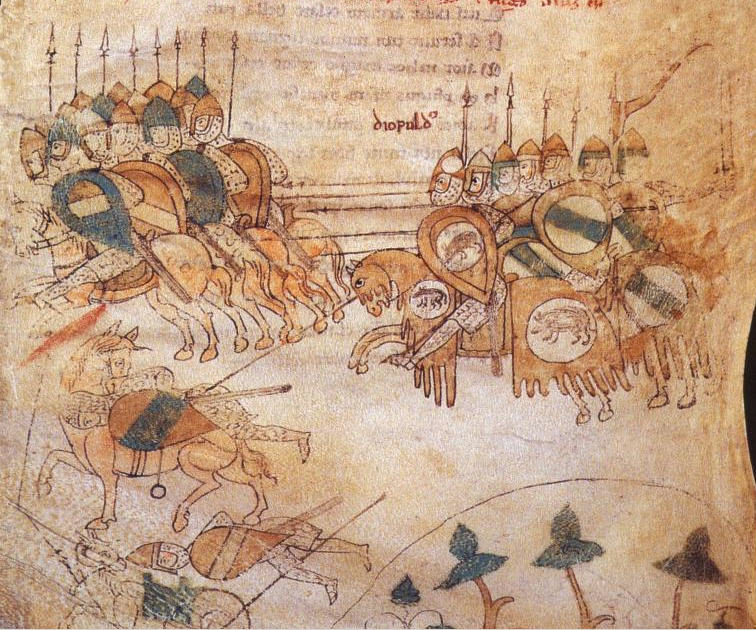
Darstellung eines Lanzenangriffs um 1200 (überliefert im Liber ad honorem Augusti)

Die Ausbildung war zweistufig, fing mit dem siebten Lebensjahr an. Hier wurden universitäre Themen gelehrt, daneben Jagen, Diplomatie und Handel, Sprachen, Geistlichkeit, Reiten, diverse Kampfkünste und Kriegsführung. Mit 15 kamen unter anderem Schwimmen, Tanzen und Klettern hinzu. Mit dem 21. Geburtstag wurde die Ausbildung beendet.
Das Aussehen des Ritters und die Beschaffenheit seiner Waffen änderten sich vom frühen bis zum späten Mittelalter enorm. Die Reiter der Antike und Völkerwanderungszeit benutzten noch den Speer. Erst die Einführung des Steigbügels im frühen Mittelalter ermöglichte grundsätzlich den Einsatz einer eingelegten Lanze und damit die Übertragung der vollen kinetischen Energie des Reiterangriffs. Wann dieser fundamentale Wandel in der Kriegstechnik stattfand, ist nicht ganz klar. Meist geht man vom Zeitraum um 1100 aus, und hier liegt auch eine der Wurzeln für den nun folgenden sozialen Aufstieg der neuartig einsetzbaren Reitertruppen. Die Kampfdarstellungen auf dem Teppich von Bayeux bald nach 1066 zeigen beispielsweise noch überwiegend die Verwendung des Speeres.

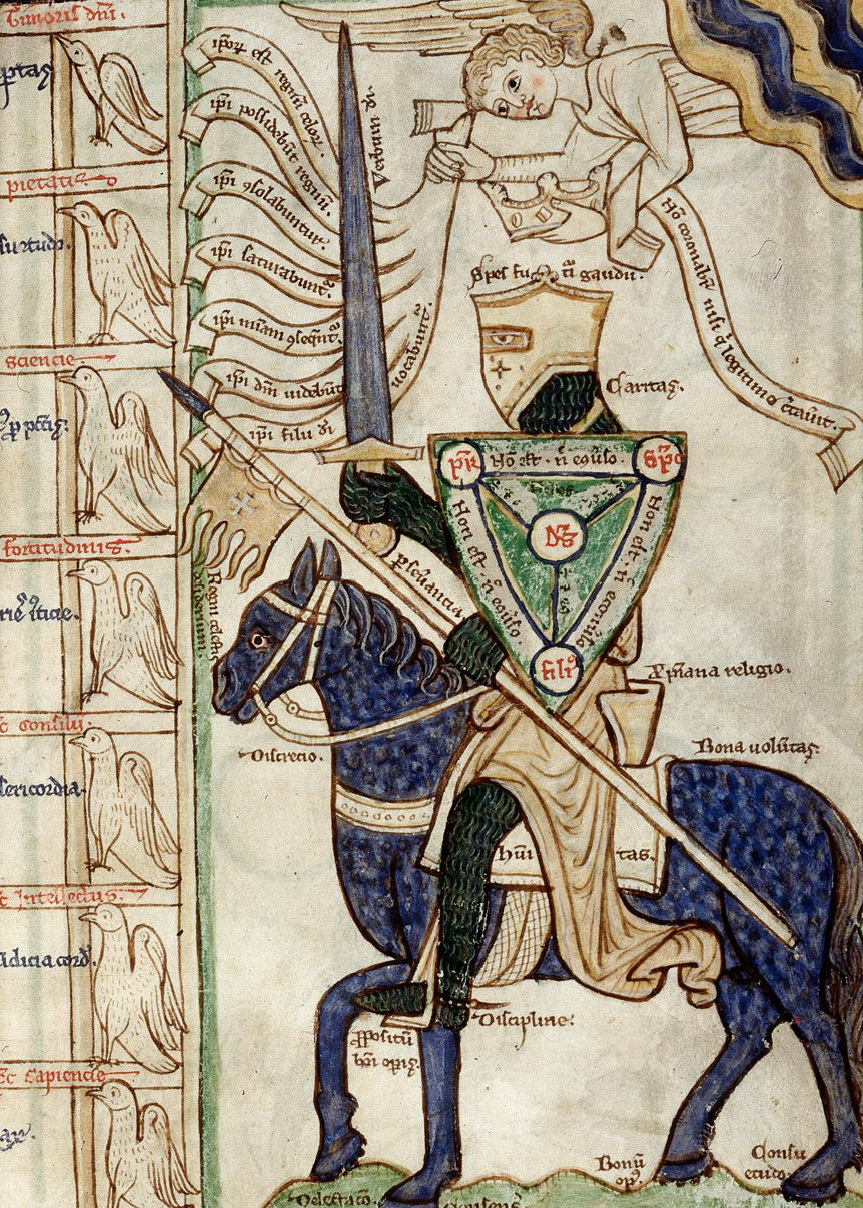
Darstellung eines Ritters mit Schwert, Mitte 13. Jahrhundert

Das Schwert war neben der Lanze die am weitesten verbreitete Waffe des Ritters. Es entwickelte sich aus der völkerwanderungszeitlichen Spatha über karolingische Schwerter zum klassischen Ritterschwert des Hochmittelalters. Weitere Waffen, die von Rittern verwendet wurden, waren Morgenstern, Streitaxt, Kriegshammer und Streitkolben. Während die Schilde der Karolingischen Panzerreiter noch typische Rundschilde waren, verwendete man später tropfenförmige Normannenschilde, wie sie etwa auf dem Teppich von Bayeux abgebildet sind. Diese hatten den Vorteil, dass vor allem die Beine der Reiter besser geschützt waren. Mit der Entwicklung des Topfhelms und dem Aufkommen von Beinschienen im hohen Mittelalter wurden die Schilde kleiner und entwickelten sich zum Dreieckschild. Der Topfhelm, der das Gesicht völlig verdeckte, beförderte auch die Entwicklung der Wappen, um sich trotz Rüstung gegenseitig zu erkennen. Daher sind diese Schilde auch als Wappenschild bekannt. Schilde des Spätmittelalters waren Tartsche und Buckler (Faustschild).
Vor dem Aufkommen des Topfhelms im frühen Mittelalter waren nacheinander vor allem Spangenhelme, karolingische Kammhelme, Bandhelme und schließlich Nasalhelme verbreitet. Der Topfhelm wandelte sich im späten Mittelalter zu Helmformen mit beweglichem Visier, darunter etwa die Hundsgugel. Die Rüstung wandelte sich vom karolingischen Schuppenpanzer zum hochmittelalterlichen Kettenhemd, das bereits in früheren Epochen weit verbreitet war. Ab dem 13. und 14. Jahrhundert machten die Entwicklung und der häufige Einsatz von effektiven Fernwaffen wie Armbrust und Langbogen eine immer stärkere Körperpanzerung erforderlich. So wurden zunächst Brustpanzer sowie Arm- und Beinschienen zum Kettenhemd getragen, bis sich schließlich der fast vollständig den Körper bedeckende Plattenpanzer entwickelte.
Das Tragen eines Waffenrocks über der Rüstung verbreitete sich offenbar erst im Laufe des 12. Jahrhunderts im Zuge der Kreuzzüge, ursprünglich wohl als Anpassung an die heiße Wüstensonne, unter der die Eisenrüstungen sehr heiß werden konnten. Mäntel wurden allerdings bisweilen erheblich früher über der Rüstung getragen. So sind bereits fränkische Panzerreiter aus dem 11. Jahrhundert in dieser Form abgebildet.

## Entwicklung des hochmittelalterlichen Rittertums

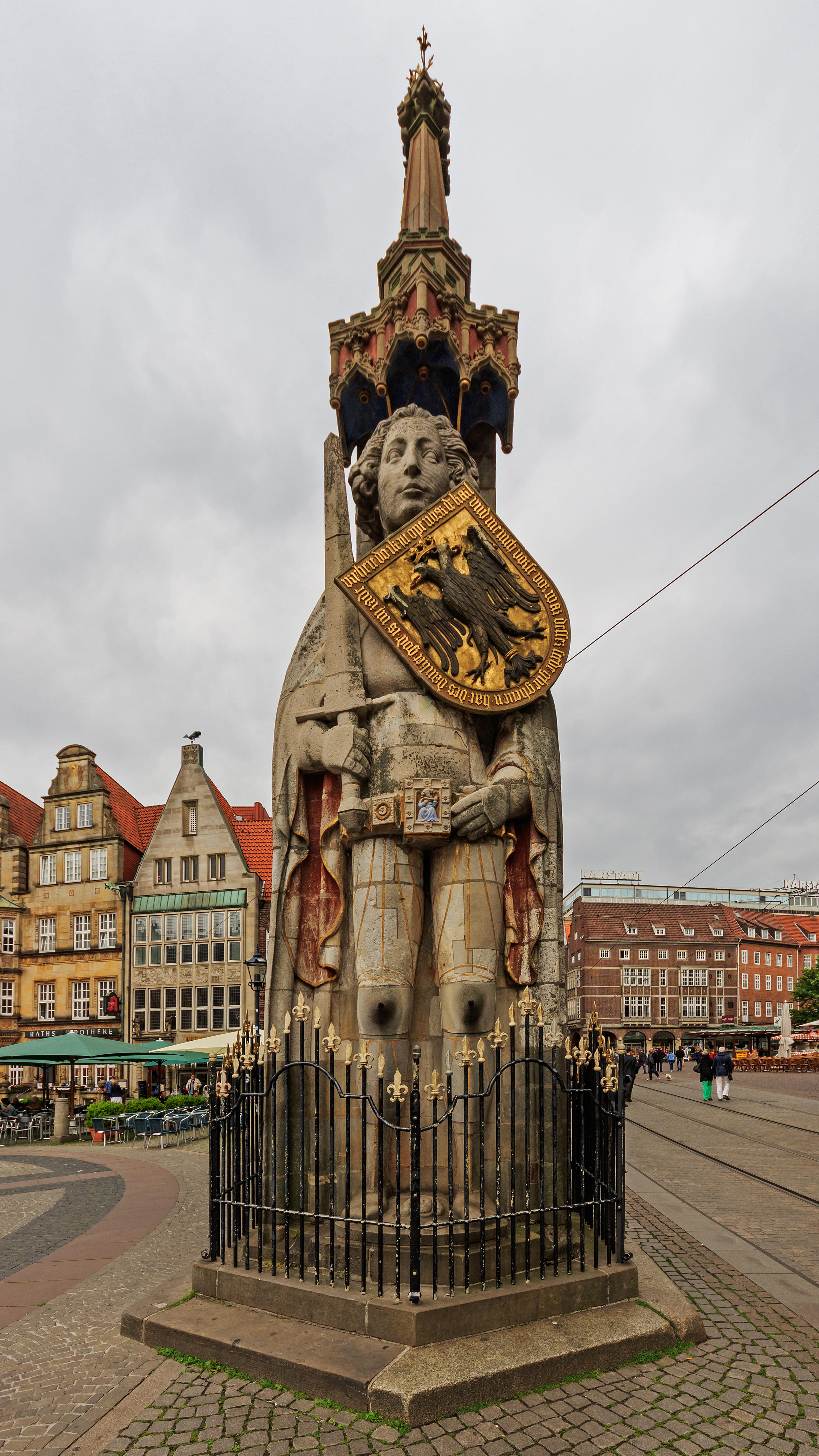
Symbol städtischer Freiheit und Eigenständigkeit: Der ritterliche Volksheld Roland (Bremen)

Die frühen Ritter führten aus unterschiedlichen Beweggründen oft Fehden, unter denen vielfach die Bevölkerung besonders zu leiden hatte. Sie waren kämpferisch geschult und rücksichtslos im Kampfverhalten. Also bildete sich eine Verbindung verschiedener Interessengruppen heraus, die versuchten, dem entgegenzuwirken. Eine der mächtigsten dieser Gruppen war die Kirche, die damals eine Reihe von Reformen einführte.
Zu diesen Reformen gehörte auch die sogenannte Gottesfriedensbewegung, die sich während des 10. Jahrhunderts von Cluny aus formierte. Die Geistlichkeit sicherte sich dazu die Unterstützung des hohen Adels, der ebenfalls die zunehmenden Übergriffe der Ritter mit wachsendem Unmut beobachtete. So gestärkt führte die Kirche, die in diesem Zusammenhang erstmals auch als weltlicher Gesetzgeber auftrat, eine Reihe von Schutzregeln ein, die jeder Christ einhalten musste, wollte er nicht sein Seelenheil gefährden. Die Gottesfriedensbewegung bildete so eine Grundlage für die Entwicklung des ritterlichen Ehrenkodex.
Zur Blütezeit des Rittertums erforderte die Aufnahme in den Ritterstand eine vieljährige Vorbereitung. Der zukünftige Ritter blieb bis zum siebenten Lebensjahr unter der Obhut der Mutter, die für seine christliche Erziehung sorgte. Dann begann die Ausbildung zum Ritter, indem der Knabe an den Hof eines Fürsten oder auch zu einem Ritter gesandt wurde, dem er als Edelknabe (auch „Page“ oder „Kammerbube“) diente. Auch sollte er dort die feinen höfischen Sitten kennenlernen. Zugleich wurde er von Geistlichen, altbewährten Knappen und fahrenden Sängern in den Kenntnissen und Fertigkeiten unterrichtet, welche die höhere Bildung der damaligen Zeit ausmachten.
Eine Hauptaufgabe der Edelknaben lag darin, ihre körperliche Kraft und Gewandtheit auszubilden. Sie übten sich täglich im Laufen und Springen, lernten Reiten und Schwimmen, schossen mit der Armbrust, warfen „den schweren Stein“ und übten sich im Gebrauch von Schild, Schwert und Lanze. Mit vierzehn wurde der Edelknabe zum Knappen erhoben und nach erfolgreich bestandener Knappschaft in der Regel mit einundzwanzig zum Ritter, zunächst per Schwertleite, später per Ritterschlag.

## Ritter in der höfischen Literatur des hohen Mittelalters
Der Ritter gehörte im hohen Mittelalter zu den zentralen Figuren der höfischen Literatur. Die Autoren vermittelten in ihren Werken ein Ideal ritterlichen Verhaltens, dem sich die Gesellschaft annähern sollte.

### Entstehung des Ritterideals – Kulturelle Einflüsse aus dem Frankenreich
Im Zentrum des Ideals standen feste geschlechtsspezifische Konzepte über die Rolle von Mann und Frau im privaten und gesellschaftlichen Bereich. Unterschiedliche moralische Vorstellungen trafen hier aufeinander. Die klassische christliche Tugendlehre wurde beibehalten, aber es kamen neue Werte hinzu. Die fränkischen Höfe übten im hohen Mittelalter einen großen Einfluss auf die führenden Stände in ihren Nachbarländern aus. Auch an den deutschen Höfen übernahm man viele gesellschaftliche Konventionen und Verhaltensweisen. Am deutlichsten zeigt sich der soziale Wandel am deutschen Rittertum.
Die Literatur des hohen Mittelalters liefert der heutigen Forschung wichtige Hinweise über das reale Leben der Ritter am Hofe. Parallelen zwischen fränkischer und deutscher Kultur sind bereits auf der Begriffsebene erkennbar. Beispielsweise hat man festgestellt, dass das mittelhochdeutsche Wort ritter und das französische chevalier auf einen gemeinsamen Ursprung zurückgehen.
Das Wort ritter oder auch rîter entspricht dem lateinischen miles und bezeichnete einen schwer bewaffneten Reiterkrieger und Soldaten. Der Dienstgedanke, wie man ihn später beim Minnedienst findet, ist hier bereits angelegt; militare bedeutet nämlich so viel wie Kriegsdienst tun oder schlicht dienen. Es gehörte zu den Pflichten eines Ritters am Hofe, nach der Gunst einer Dame zu streben. Die höfischen Damen kamen dem Wunsch nach Erhörung und Minne jedoch in der Regel nicht nach. Das Umwerben der Frau wurde mit einem mühsamen Dienst gleichgesetzt.

### Der Ritterbegriff in der deutschsprachigen Literatur
Aus den überlieferten Zeugnissen weiß man, dass der deutsche Begriff ritter seit dem 11. Jahrhundert gebraucht wurde. Ebenso geht man davon aus, dass das Wort durch die höfische Epik einen Bedeutungswandel erfahren hat. Es wurde aus dem militärischen Bereich auf das Leben zu Hofe übertragen und repräsentierte ein hier neues Gesellschaftsideal. Damit grenzte man sich entschieden von der Vorstellung des berittenen Kriegers ab, der zuvor noch synonym zum Ritter verwendet wurde.
Das erste, was ein Angehöriger des Hofes erfüllen musste, war die intensive Beschäftigung mit Literatur. Im Jüngeren Titurel Wolfram von Eschenbachs findet sich eine Textstelle, die dies verdeutlicht: „swer ritterlich geverte sol ritterlichen triben […] der sol daz nimmer gerne lan beliben, ern hoere da von lesen, sagen, singen“. (neuhochdeutsch: wer Ritterschaft auf ritterliche Weise üben will […] der sollte nie davon ablassen zuzuhören, wenn davon vorgelesen, gesprochen und gesungen wird, vgl. Jüngerer Titurel 2958,1f).
Der Begriff Ritter war jedoch nicht ausschließlich an die Männerwelt gebunden. Dies zeigt sich in der Verwendung des Adjektivs ritterlich. Es bedeutete so viel, wie stattlich, schön oder prächtig und diente mitunter auch der Beschreibung höfischer Damen. Im Gedicht König Rother ist beispielsweise von den ritterlichen Gewändern der Hofdamen die Rede (mittelhochdeutsch: si trogin ritarlich gewant, vgl. König Rother, v. 1824). An anderer Stelle heißt es, die Damen am Hofe seien gut gewachsen und schlank und ganz ritterlich (mittelhochdeutsch: wol gewassen unde smal und rîterlich ubir al, vgl. Straßburger Alexander, v. 6047f). Sowohl beim König Rother, als auch beim Straßburger Alexander handelt es sich um Schriftstücke unbekannter Autoren, die vermutlich in der Mitte des 12. Jahrhunderts entstanden sind. Der Straßburger Alexander ist die Überarbeitung vom Alexanderlied des Pfaffen Lamprechts.

### Der Tugendadel

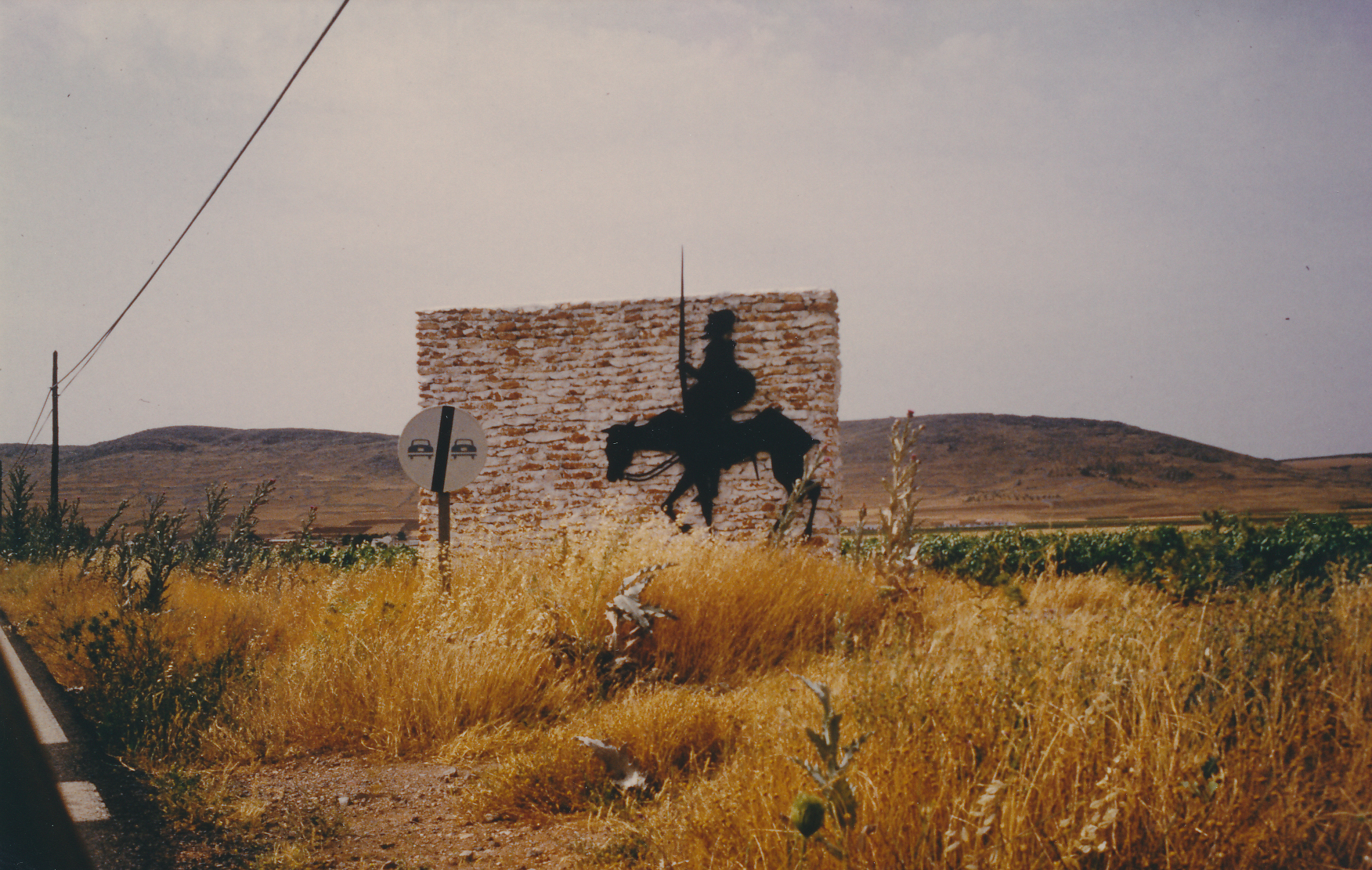
Don Quijote – der fiktive „untadelige Ritter von der traurigen Gestalt“

Auf der Grundlage des höfischen Gesellschaftsideals entwickelte sich der sogenannte Tugendadel. Es handelte sich um eine neue Kategorie, die besonders vornehmes und sittengerechtes Verhalten auszeichnete und von den Dichtern benutzt wurde, um den bestehenden Ritterstand zu kritisieren.
Ein wahrer Ritter musste demnach nicht von seiner gesellschaftlichen Position her adelig sein. Es genügte, wenn seine moralische Gesinnung edel und rein war.
So heißt es beim Spruchdichter Bruder Wernher: „ein armer der ist wol geborn, der rehte vuore in tugenden hât; sô ist ein ungeslahte gar, swie rîche er sî, der schanden bî gestât“ (neuhochdeutsch: Ein Armer, der den richtigen Weg der Tugend geht, ist vornehm, während ein Reicher, der sich der Schande zugesellt, aus ganz niedrigem Geschlecht ist, vgl. Bruder Wernher, Nr. 22).
Die Vorstellung, dass wahrer Adel nur durch die rechte Gesinnung eines Menschen und nicht durch Geburt erworben werden kann, wurde in der höfischen Literatur jedoch nur selten thematisiert. Der ideale Ritter besaß meist beides – Adel von Geburt und Adel des Gemüts.

## Ausstrahlung bis ins 21. Jahrhundert

Ritterturnier in München, 1500

Seit dem Spätmittelalter prägte das Bild des Rittertums nicht nur den eigentlichen Ritterstand, sondern auch die Lebensweise des gesamten christlich-europäischen Adels. Ein zentraler Begriff in diesem Zusammenhang ist bis heute die Ritterlichkeit, auch im Hinblick auf Fairness und Ehrenhaftigkeit. So glichen mittelalterliche Schlachten, die nach ritterlichem Kodex ausgetragen wurden, manchmal eher großen Turnieren und forderten vergleichsweise wenige Todesopfer. Die ritterlich kämpfenden Adligen waren eher darauf bedacht, ihre Gegner gefangen zu nehmen, um sie gegen ein Lösegeld wieder in die Freiheit zu entlassen. Seit dem Quattrocento wurden die Zweikämpfe jedoch immer öfter durch Hinterhalte, Söldnerschlachten und Aushungerung von belagerten Städten ersetzt und mit dem Aufkommen von Feuerwaffen und gut organisierter Infanterie verlor die vom Rittertum geprägte Kampfweise vollkommen ihre Bedeutung. Als das Rittertum längst zur märchenhaften Illusion verkommen war, hielt die Kavallerie der frühen Neuzeit dennoch an den alten Idealen fest, als sie schon lange Feuerwaffen benutzte. Und selbst die ersten Kampfpiloten des Ersten Weltkriegs, bei denen es sich oft um ehemalige Kavalleristen handelte, griffen in ihren auf Fairness und Ehrenhaftigkeit bedachten Zweikämpfen am Himmel auch im 20. Jahrhundert noch auf ritterliche Vorstellungen zurück.
In den geistlichen Ritterorden verbindet sich das Ideal der Ritterlichkeit in jahrhundertelanger Kontinuität bis heute mit dem Ethos der christlichen Nächstenliebe. Die Ritterorden betrieben Hospitäler und bezeichneten sich als die Diener der „Herren Kranken“. Diese Aufgaben erfüllten sie nicht nur zur Sicherung ihrer militärischen Schlagkraft, sondern, wie z. B. die älteste Gemeinschaft dieser Art, der heutige Malteserorden, für Kranke und Arme aller Nationen und Konfessionen. Der katholische Malteserorden nimmt heute auch Frauen als 'Ordensdamen' auf. Solche Ritterorden, wie der Johanniterorden, behielten ihre Anziehungskraft bis heute, sie erfuhren sogar im Rahmen der Globalisierung eine weltweite Expansion. Aus diesem ritterlichen Ethos heraus gründeten sie moderne Hilfsorganisationen und leisten auch heute einen Beitrag für die internationale Gemeinschaft zur Hilfe bei Kriegen, Katastrophen sowie gegenüber Armen und Kranken. Während einerseits auch versucht wird, alte Ritterorden wiederzubeleben oder neu zu gründen mit dem einzigen Ziel, dadurch Ansehen, Auszeichnungen und finanzielle Vorteile zu erreichen, bestehen aber andererseits alte Orden insbesondere um die regierenden beziehungsweise ehemals regierenden adeligen Häuser weiter oder werden aktiviert und werden gelebt. So ernannte zum Beispiel die britische Queen Elizabeth II. auch im 21. Jahrhundert regelmäßig neue Mitglieder zum Ritterorden Order of the British Empire, welcher Mitglieder wie Steven Spielberg, Nelson Mandela und Bill Gates hat. Und selbst im republikanischen Frankreich wird bis heute an verdiente Persönlichkeiten die Erhebung durch Ritterschlag zum Chevalier de la Légion d’Honneur (Ritter der Ehrenlegion) vorgenommen.
Vinzenz Stimpfl-Abele, Prokurator des habsburgischen europäischen St. Georgs-Orden, greift in einer heutigen Betrachtung über die Bedeutung von Ritterorden beziehungsweise Ritter im 21. Jahrhundert bis auf Bernhard von Clairvaux zurück, welcher schon im 12. Jahrhundert die damals neuen Ordensritter als „Ritter neuen Typs“ bezeichnete. Dies einerseits in ihrem Selbstverständnis als elitäre christliche Schutztruppe und andererseits in ihrem Streben nach Erfüllung sozialer Aufgaben. In dieser Tradition standen demnach viele später gegründete Ritterorden beziehungsweise deren Mitglieder. Laut Stimpfl-Abele bedeutet das auch heute für Ritter, sich mit offenem Visier zu christlichen Werten zu bekennen, sich der Geschichte und ihrer Lehren bewusst zu sein, die Traditionen zu pflegen und insbesondere aktiv und nicht rückwärts-gewandt an der Veränderung der Gesellschaft zum Besseren gegen das Elend mitzuwirken. Gemäß seiner Definition sind heute Werte das Schwert und Haltung das Schild eines modernen Ritters.
Eine Ausstrahlung des Rittertums bis ins 21. Jahrhundert findet der Journalist Alexander von Schönburg-Glauchau in seinem Buch „Die Kunst des lässigen Anstands: 27 altmodische Tugenden für heute“. Er nimmt bei einer von ihm diagnostizierten kompletten gesellschaftlichen Orientierungslosigkeit Anleihe an der alten Ritterlichkeit und fordert eine Rückbesinnung auf Tugenden wie Bescheidenheit, Klugheit und vor allem Treue. Denn das allgemeine Credo in der heutigen „alles-ist-okay-Gegenwart“ heißt laut ihm Rüpeligkeit, Ignoranz und Egozentrik und „wenn Alle um uns herum kulturell abgleiten und nur noch mit Bildschirm vor der Nase und wahlweise Jogginghose oder Rollkoffer durch die Welt rauschen, ist das kein Grund, mit abzugleiten". "Im Gegenteil: Bewahrer tradierter Vorstellungen zu sein ist … die rebellischere Haltung.“, so Schönburg.

## Militärischer Niedergang

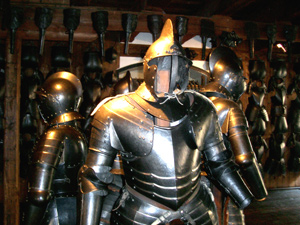
Frühneuzeitliche Rüstungen im Grazer Zeughaus

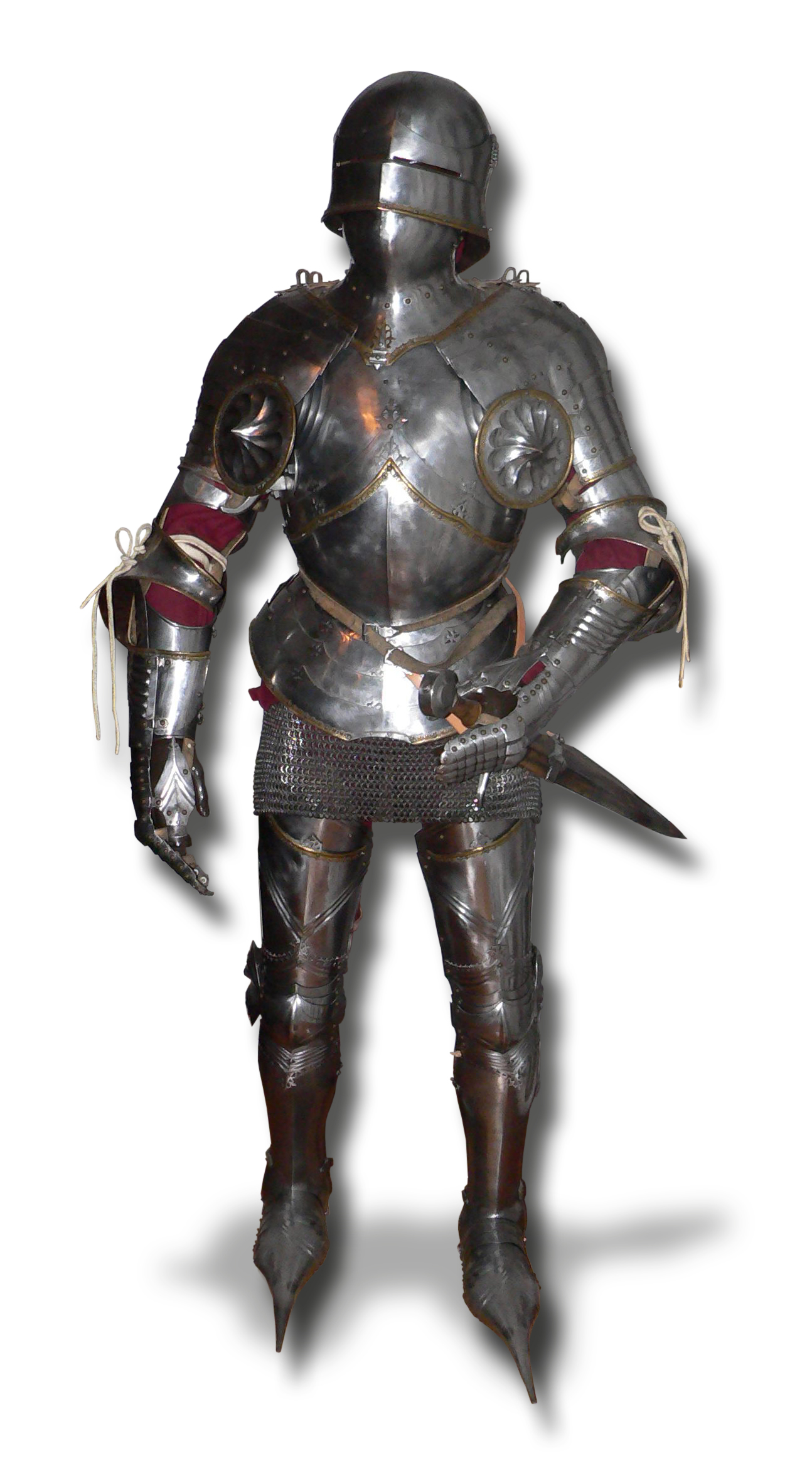
Gotischer Plattenharnisch, um 1490

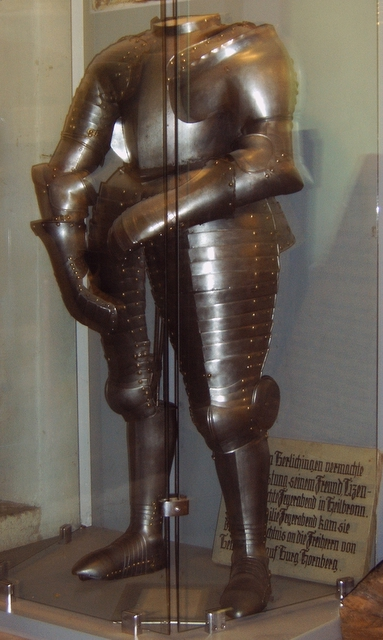
Originalrüstung Götz von Berlichingens († 1562). Museum Burg Hornberg

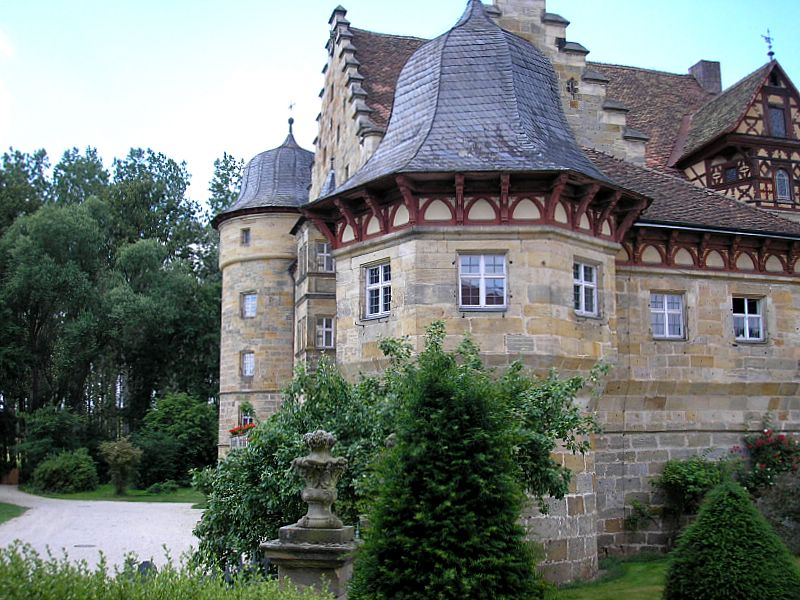
Der Sitz eines Reichsritters in der Frühen Neuzeit: Das Renaissanceschloss der Herren von Rotenhan in Eyrichshof (Ufr.)

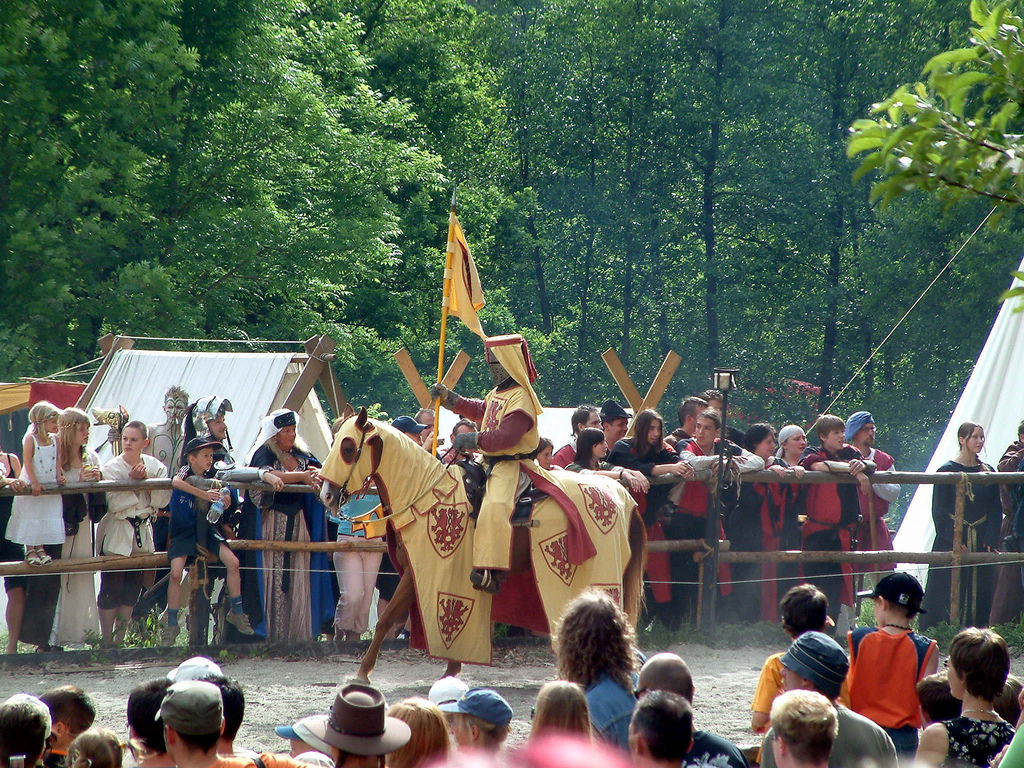
Darstellung eines hochmittelalterlichen Ritters (13. Jahrhundert) mit Topfhelm

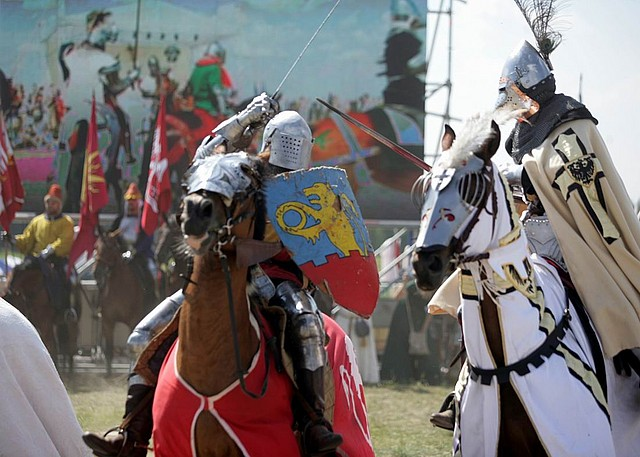
Eine der größten Reenactment-Veranstaltungen Europas: Die Schlacht von Grunwald/Tannenberg im Jahr 1410 (Polen)

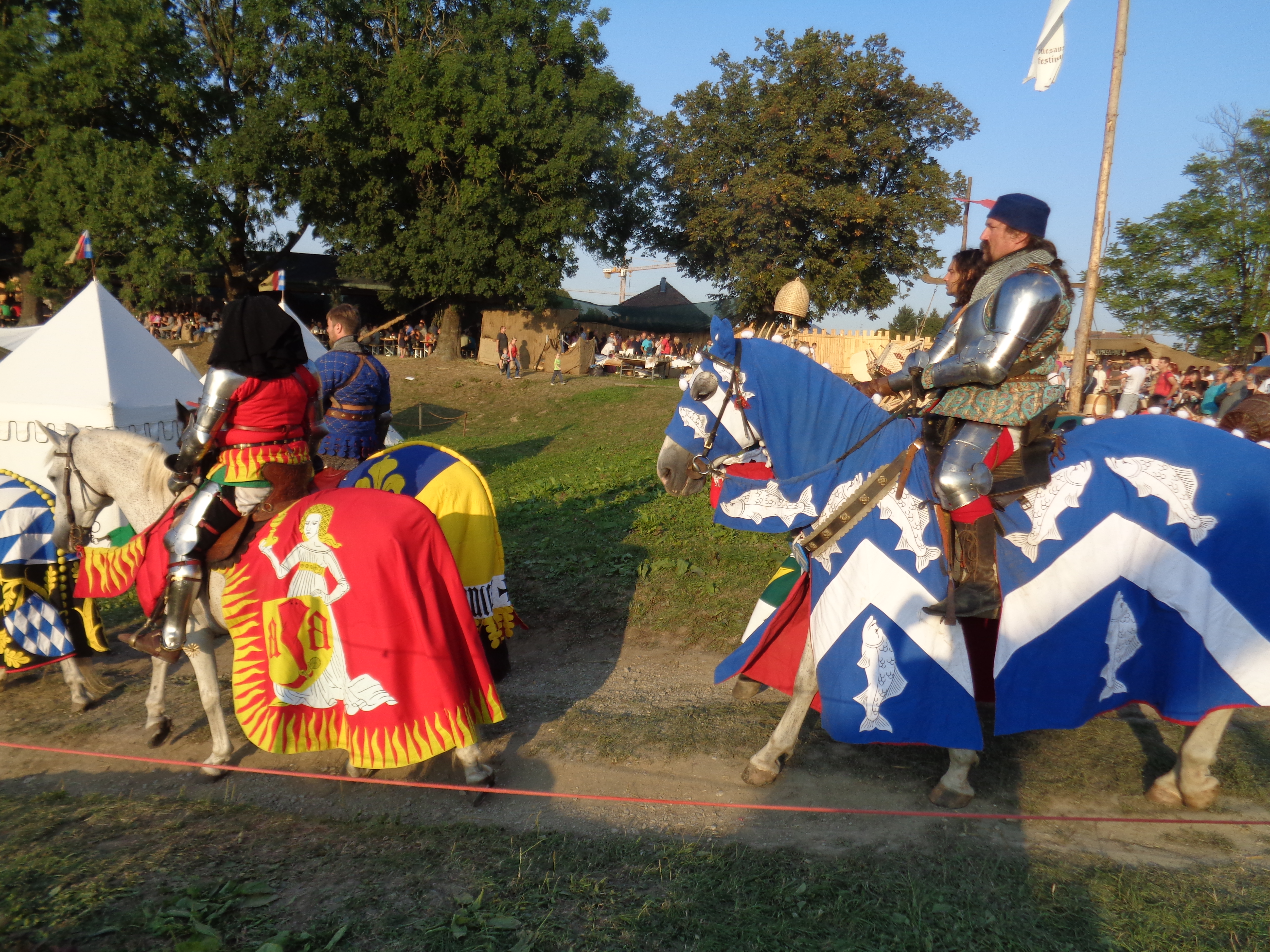
Eine nachgestellte Ritter-Kavallerie bei einer Veranstaltung in Koprivnica, Kroatien

Es war nicht, wie oft fälschlich angenommen wird, die Erfindung des Schießpulvers, die das Ende der militärischen Bedeutung der Panzerreiter eingeleitet hat, sondern die Etablierung gut organisierter Fußtruppen. Die Schlacht von Kortrijk/Courtrai 1302 stellt einen diesbezüglichen Wendepunkt dar: Flandrische Fußsoldaten vernichteten das siegessichere französische Ritterheer und raubten ihnen die goldenen Sporen, weshalb die Auseinandersetzung auch als Schlacht der goldenen Sporen bezeichnet wird. Bei diesem Waffengang hatten allerdings noch Landschaft und Witterung die Fußkrieger begünstigt. Als eine der letzten nach den „alten Regeln“ gefochtene „richtige Ritterschlacht“ gilt die Schlacht bei Mühldorf/Ampfing 1322.
1386 bei Sempach besiegten Schweizer Bauern die abgesessene österreichische Ritterelite – nach mehreren Anläufen – im Frontalangriff von einem Hügel herunter. Die Eidgenossen mit ihren Spießen und Hellebarden sollten in weiterer Folge zu den erbittertsten Gegnern der Ritter werden. Im Kampf gegen Ritter zu Pferde auf freiem Feld waren sie noch unterlegen – das sollte sich ändern, als sie die Piken verlängerten (Schweizer Langspieß) und die Taktik perfektionierten.
Bei Grandson, Murten und Nancy 1476/77 besiegten sie mit Burgund jene Macht, die als Inbegriff des Rittertums galt. Bereits während des Hundertjährigen Krieges hatte sich die Verwundbarkeit der alten Ritterheere durch Bogenschützen und eine geschickte Taktik, die auch die Wetterverhältnisse mit einbezog, erwiesen (Azincourt, Crécy). Damit war der Kampf um die Vorherrschaft auf dem Schlachtfeld zugunsten der „modernen Infanterie“ (Pikeniere) und leichten Reiterei entschieden.
Die schwere Reiterei passte sich den im 14. Jahrhundert aufkommenden Feuerwaffen durch immer noch massivere Rüstungen an, mit denen sie auch ihre Schlachtrösser schützte. Als bezahlten Söldnern (Lanziere) kam den schweren Reitern noch im 16. Jahrhundert eine wichtige taktische Aufgabe zu. Durch die rasche Weiterentwicklung der Waffentechnik erwiesen sich die Panzerreiter aber bald als zu unbeweglich, besonders durch die aufwendigen Rosspanzer. Manchmal wurden sie von den Fußsoldaten einfach mit den Spießen vom Pferd gezogen und gefangen genommen oder getötet.
Auch veraltete die Ausrüstung vieler ärmerer Ritter. Ein auf Maß gearbeiteter Harnisch ermöglichte eine überraschende Beweglichkeit und guten Schutz. Viele Kämpfer trugen jedoch Kompositharnische, also zusammengestellte Panzerungen unterschiedlicher Qualität und Herkunft. Diese Rüstungen waren oft von den Vorfahren ererbt, saßen also nicht optimal. Die Kavallerie der frühen Neuzeit begnügte sich darum (und aus Kostengründen) mit dem Halbharnisch, der später auf das Anlegen eines Kürasses reduziert wurde.

## Wirtschaftlicher Abstieg und Neuanfang
Der wirtschaftliche Niedergang der Ritterschaft steht auch im Zusammenhang mit der Verdrängung der Naturalwirtschaft durch die Geldwirtschaft, was auf militärische Verpflichtungen bezogen die Ablösung von feudalen Bindungen durch finanzielle Bindungen zur Folge hatte. Die Fürsten und Könige des Spätmittelalters wollten sich aus der Abhängigkeit von ihren Untervasallen lösen, weshalb sie verstärkt auf Söldnerheere setzten. Dadurch verloren die Ritter stark an Bedeutung, die zuvor die wichtigste Stütze der feudalen Heeresaufgebote waren.
Diese Entwicklung stärkte die Macht der Könige und Kaiser und schwächte die Ritter und deren Zusammenhalt. Ein Teil der Ritterschaft verarmte. Um sich selbst noch Bedeutung zu verschaffen und überhaupt eine Überlebensgrundlage zu erhalten, gingen einige Ritter zum Raubrittertum über, indem sie – auch unter Berufung auf das alte Fehderecht – andere Adlige und benachbarte Ritter bekämpften und ausraubten. Sogar die Truppen der Landesherrn oder Städtebünde mussten hier gelegentlich einschreiten und die Burg eines solchen Adligen besetzen und unter Zwangsverwaltung stellen. Allerdings wird der Begriff des „Raubritters“ von vielen Historikern als „ideologisch belastet“ vermieden. Begriffe wie etwa „Räuber“ oder „Raptores“ sind aber eindeutig historisch belegbar. Eines der bekanntesten Beispiele ist wohl Götz von Berlichingen, der „Ritter mit der eisernen Hand“, der es sogar zu literarischem Ruhm brachte. Viele Ritter passten sich aber auch den veränderten Gegebenheiten an, indem sie als hochbezahlte Söldner in eine Lanzierer- oder Kürassier-Einheit eintraten.
Auch gelang es vielen der alten Dienstmannenfamilien, sich endgültig aus der Abhängigkeit von Hochadel, Klöstern und Hochstiften zu lösen. Diese Niederadelsschicht stieg zur Reichsritterschaft auf, die sich zur Wahrung ihrer Rechte im 16. Jahrhundert zu „Ritterorten“ und „Ritterkantonen“ organisierte und nur den Kaiser als Oberherrn anerkannte. In der Realität blieben sie jedoch den alten Herren meist als Hofräte oder Minister verbunden und behielten ihre privilegierten Sitze in der Kirche. Von einem allgemeinen Niedergang des Rittertums am Ende des Mittelalters kann daher nicht ernsthaft gesprochen werden. Zwar trat die Funktion als Krieger immer mehr in den Hintergrund, für viele Geschlechter eröffneten die neuen Verhältnisse aber völlig neue wirtschaftliche Perspektiven. Die Grundlage des neuen Wohlstandes war der ausgedehnte Grundbesitz so mancher Familie, da die alten Lehen meist längst in Eigentum übergegangen waren. Die alten Burgen wurden verlassen und es entstanden neue Schlösser im Stil der Renaissance.
In dieser Umbruchszeit galt Kaiser Maximilian I. als „der letzte Ritter“, denn einerseits verkörperte er noch das bereits geschwundene Ideal des alten burgundischen Rittertums und andererseits galt er als einer der besten Turnierkämpfer seiner Zeit. Im Hinblick auf seine Modernisierungen der Kriegsführung trug er jedoch auch den Beinamen „der letzte Ritter und der erste Kanonier“.
Nach der blutigen Niederschlagung der großen Bauern- und Bürgerrevolten des frühen 16. Jahrhunderts erhielten zahlreiche Adelsfamilien hohe Entschädigungssummen von den beteiligten Städten und Gemeinden. Auch diese Geldmittel trugen zum wirtschaftlichen Aufstieg solcher Geschlechter bei und wurden oft zur standesgemäßen Wiederherstellung der alten Burgen oder eben für Neubauten verwendet. Mit dem Ende des Heiligen Römischen Reiches zwischen 1803 und 1806 verlor die Reichsritterschaft allerdings ihre Herrschaftsrechte und Privilegien (vergleiche Reichsdeputationshauptschluss). In einigen Gebieten befinden sich jedoch bis heute umfangreiche Ländereien im Besitz des Landadels.

## Nachklang und „Wiedergeburt“
Mit der Romantik kam es zur Wiederbelebung des mittelalterlichen Ritterideals. 1790 gründete der österreichische Hofrat Anton David Steiger als „Hainz am Stain der Wilde“ die „Wildensteiner Ritterschaft auf blauer Erde“. Die Altritterliche Gesellschaft wurde 1823 auf Betreiben von Fürst Metternich aufgelöst. Vermutlich trafen sich die Mitglieder fortan im Geheimen. Beim Wiener Kongress wurde infolge der Mediatisierung von Fürstentümern u. a. auf Initiative von Joseph von Laßberg und Werner von Haxthausen der geheime Ritterbund Adelskette gegründet. Mitte des 19. Jahrhunderts entstanden vermehrt Ritterbünde in Bayern und Österreich; 1884 sollen 32 derartige Vereinigungen existiert haben, die letzten von ihnen wurden durch die Nationalsozialisten aufgelöst. Eine Ausnahme bildet die 1859 in Prag gegründete Schlaraffia, die als internationaler Verband bis heute existiert. Einige Jahre nach dem Zweiten Weltkrieg trafen am 24. Juni 1950 fünf Ritterbünde zusammen um den „Block Bayerischer Bündnisse“ zu bilden. Später entstand daraus der „Deutsche Ritterbund“, der bis heute existiert und aus momentan 19 einzelnen deutschen Ritterbünden besteht. Ebenso wurde in Österreich am 13. April 1952 der „Österreichische Ritterbund“ gegründet.
In den letzten Jahren ist es im Zuge eines wieder erwachten Interesses am Mittelalter zu einer „Renaissance des Rittertums“ gekommen. Neben den beliebten Mittelaltermärkten sowie den Ritterfestspielen zum Beispiel in Kaltenberg gibt es Gruppen, die das Mittelalter in historischen Darstellungen wiederbeleben wollen, und sich dabei oftmals bemühen, dem Vorbild möglichst gut gerecht zu werden. Häufig sehen diese Gruppen ihre praktische Tätigkeit als bedeutende Ergänzung zur als zu theoretisch empfundenen Forschung von Historikern. Gelegentlich werden diese Gruppen auch von Museen angeworben, um die Lebensumstände vergangener Zeiten anschaulicher zu machen und so das Interesse der Besucher zu wecken. Verschiedene Gruppen beschäftigen sich mit der Rekonstruktion historischer Kampfformen der Ritter, unter anderem mit der Deutschen Fechtschule.

## Frauen im Rittertum

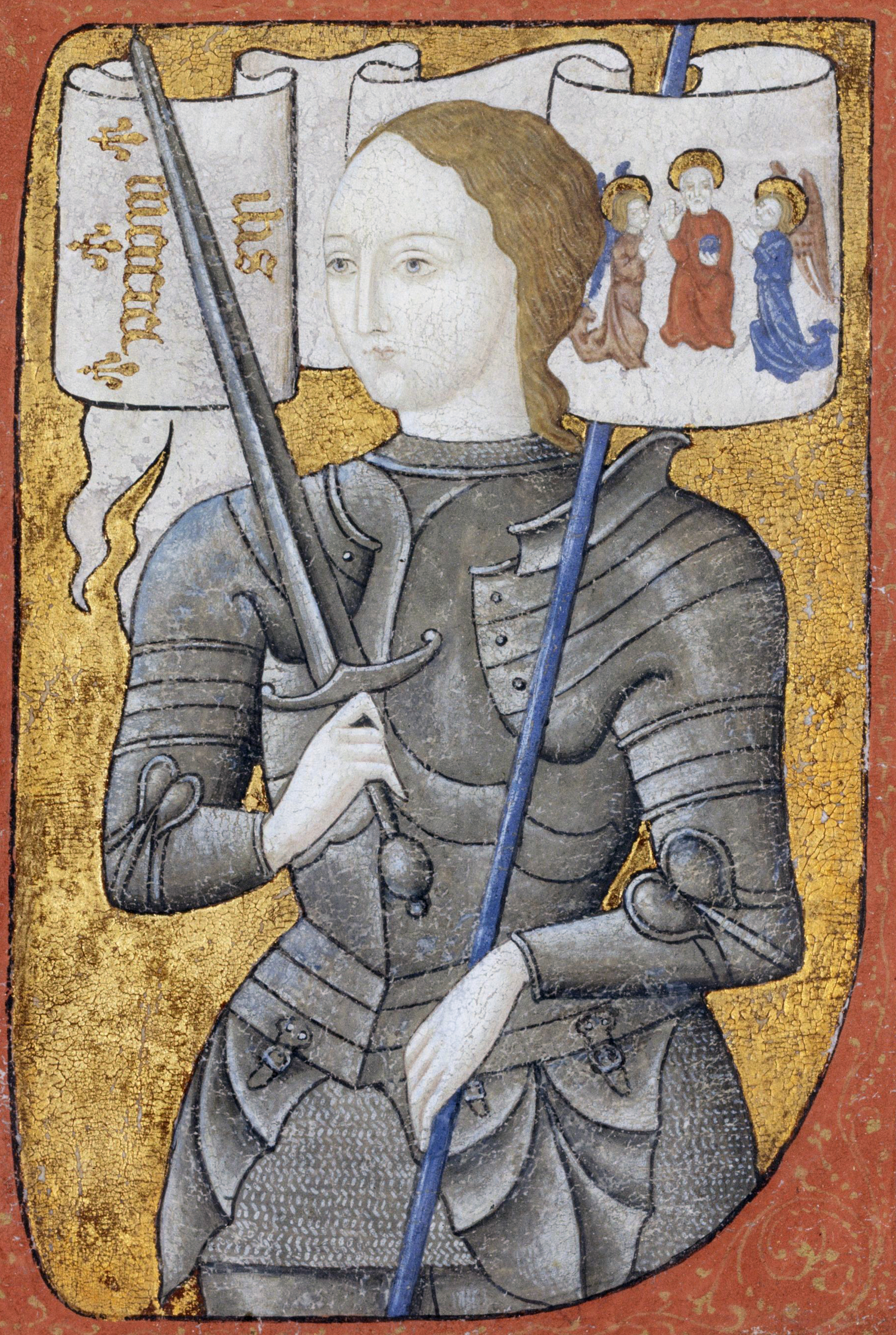
Jeanne d’Arc in Rüstung

Das Rollenbild des Mittelalters ließ es im Allgemeinen nicht zu, dass Frauen Ritter wurden. Es gab allerdings Ausnahmen. So stiftete Graf Raimund von Barcelona 1149/1150 den Ritterorden Orden del Hacha (auch Orden der Damen von der Axt genannt). In dem Orden waren es die Frauen, welche sich als mutige Verteidigerinnen bei der Belagerung von Tortosa gegen die Mauren gezeigt hatten. Auch konnten in den Anfangsjahren des englischen Hosenbandorden Frauen Mitglied im Orden werden. Im Jahr 1488 waren 64 Frauen Mitglied in dem Orden. Die wohl bekannteste weibliche Person, welche militärisch aktiv war, ist die französische Nationalheldin Jeanne d’Arc. Während des Hundertjährigen Krieges führte sie in einer Schlacht bei Orléans französische Truppen des Dauphins siegreich gegen Engländer und Burgunder. Auch für die Kreuzzüge verweisen die Annales Sancti Disibodi sowie islamische und byzantinische Quellen auf "weibliche Ritter" und „Frauen in Männerkleidung“, teilweise zu Pferd, am Schlachtfeld. Es sei auch auf die Überlieferung verwiesen, dass Eleonore von Aquitanien „das Kreuz nahm“ und "wie eine Amazone" gen Osten zog. Insgesamt kamen weibliche Ritter jedoch kaum vor. Im Mittelalter wurden Frauen nicht zum Kampf ausgebildet, auch wenn eine Bewaffnung zur Erhöhung der Sicherheit auf Reisen nicht unüblich war. Die Ritterlichkeit verpflichtete die Ritter vielmehr zum Schutz und zur Verehrung von Frauen, die ihren nachhaltigsten Ausdruck im Minnesang erfuhr.

## Ritter in den Medien
Seit der Mitte des 20. Jahrhunderts sind Ritter und die damit verbundenen Vorstellungen in den Medien zahlreich vertreten. Besonders historische Romane, Fantasy- und Historienfilme nehmen sehr oft die (abgewandelte) Figur des Ritters als Protagonisten. Auch gibt es neuerdings zahlreiche populärwissenschaftliche Dokumentationen, die sich um eine allgemein verständliche Darstellung des historischen Ritters bemühen. Während Romane, Filme und Fantasy-Darstellungen in der Regel keinen Anspruch auf historische Authentizität erheben, existieren bis heute viele Mythen und Missverständnisse, die sogar in populärwissenschaftliche Dokumentationen Eingang fanden. Zwar schwankt die Darstellung der Ritter in Printmedien sehr (die Palette reicht von akribischer Recherche bis hin zu pseudowissenschaftlichen Behauptungen), jedoch gibt es nach wie vor populäre Vorstellungen vom Ritter des europäischen Mittelalters, die keine historische Grundlage besitzen und dennoch gelegentlich sogar in wissenschaftlichen Abhandlungen auftauchen.
Zu der bekanntesten massenmedialen Mythen zählt die Behauptung, dass der mittelalterliche Ritter eine Art „dumpfer Draufgänger“ war, der ausschließlich durch brutale Kraft seine Gegner bezwang. Dieses Bild entstand nicht zuletzt durch die historischen Romane von Walter Scott wie „Ivanhoe“ und „Der Talisman oder Richard Löwenherz in Palästina“, wo etwa Richard I. von England ein riesiges zweihändiges Schwert nur durch gewaltige Körperkraft bedienen konnte. Obwohl diese Darstellung zum größten Teil ein Fantasieprodukt Scotts war, wurde sie von den Lesern des 19. Jahrhunderts bald als authentisch akzeptiert, beeinflusst von Meinungen der Degenfechter des 18. und 19. Jahrhunderts, welche dem aufgeklärten Zeitgeist gemäß die breiten Schwerter des Mittelalters (im Kontrast zu leichten zeitgenössischen Fechtdegen) als schwer und unhandlich ablehnten. Die Vorstellung vom Ritter als „primitivem Kraftprotz“ entbehrt jedoch historischer Belege. Die meisten Menschen des Mittelalters von „edler Geburt“ hatten im Idealfall eine solide Ausbildung in den sieben freien Künsten. So kann der typische Ritter des 12. bis 14. Jahrhunderts eher mit dem modernen Offizier verglichen werden, der für seinen Beruf eine entsprechende Bildung aufweisen musste, die nur mit einem gewissen Grad an Intelligenz zu erreichen war.
Oft werden, besonders in populärwissenschaftlichen Dokumentationen – zum Beispiel angeboten von Discovery Channel und History Channel – sowie zahlreichen Filmen die Rüstungen der europäischen Berufskrieger unzutreffend dargestellt. Am häufigsten sind Anachronismen, z. B. Plattenpanzer im Früh- oder Hochmittelalter. Ritter des Hochmittelalters werden häufig in gotischer Plattenrüstung, bewaffnet mit einem Normannenschild und Großschwert vom Typ XIIIa dargestellt, was historisch gesehen falsch ist. Vielfach werden sogar Fantasy-Rüstungen als mittelalterlich ausgegeben. Die Blütezeit des Rittertums begann im 12. Jahrhundert und endete im 14. bis 15. Jahrhundert mit dem militärischen Niedergang, so dass eher ein Ringpanzer die typische Panzerung des Ritters ausmachte, die in der Regel leicht (12–15 kg), agil und effektiv war. Plattenpanzer fanden erst im 15. Jahrhundert Verbreitung und sind damit an der Grenze zwischen Spätmittelalter und Renaissance anzusiedeln. Der gotische Plattenpanzer ist ein Produkt der Gotik im Übergang zur Renaissance und hat mit dem Mittelalter nur noch wenig gemein.
Die Waffen des Ritters wie sein Schwert, Lanze, Falchion und der Morgenstern werden oft als primitive Knüppelwaffen porträtiert, oft einhergehend mit seinem Haudrauf-Image. Die Vorstellung von der Kampfesweise des Ritters gleicht in den meisten Medien den romantischen Vorstellungen des 19. Jahrhunderts, wo dem Ritter jegliches Können und Finesse abgesprochen wurde. Der Kampfstil, wobei mit Schwert auf Rüstung und Schild samt Waffe des Gegners mit Kraft eingeschlagen wird, stammt aus dem Bühnenkampf, und wird in den Fachkreisen als Schaukampf bezeichnet. Der allseits aus Filmen, LARP und Reenactment bekannte choreografierte Schaukampf ist ein moderner Sport aus dem 20. Jahrhundert und hat dementsprechend keinerlei überlieferte historische Wurzeln. Spätmittelalterliche und renaissancezeitliche Quellen, die eine ausgiebige Auskunft über die historischen Kampfesweisen geben, sind die sog. Fechtbücher; diese wiederum vermitteln im Gegensatz zu den populären Massenmedien ein ganz anderes Bild von den mittelalterlichen Kampfesweisen. Das älteste heute erhaltene Fechtbuch, das Manuskript I.33, zeigt bereits um das Jahr 1300 ein ausgereiftes ritterliches Kampfsystem mit einem Faustschild und dem damals üblichen Schwert. Wenn man der ersten Schrift der Liechtenauer-Tradition folgt, dann zeichnet sich ein Bild der ausgeprägten Kampfkultur und Systematisierung der ritterlichen Kriegerelite. Das Bild, welchem nach ein Ritter mit seinem Kampfschwert wie mit einer Axt auf seine Gegner eindrosch und durch den Knockout den Sieg erlangte, ist eines modernen Ursprungs und wird durch keine historische Quelle bestätigt. Insbesondere durch die große Popularität der asiatischen Kampfkünste werden heute zahlreiche überholte Schwert-Mythen wieder diskutiert und oft als selbstverständlich betrachtet. Historisch belegt ist jedoch eine seit dem Spätmittelalter nachweisbare hochentwickelte Fecht- und Kampfkunst, welche zur ritterlichen Ausbildung gehörte. Auch das Ambiente von Mittelaltermärkten bietet sich an, um die „gute alte Zeit der Rittersleut“ zu thematisieren.

### Literarische und kinematografische Umsetzung
Wurde der Ritter im viktorianischen Zeitalter und der ersten Hälfte des 20. Jahrhunderts noch als romantisch verklärter Kavalier gesehen, brachte die Kinematografie der zweiten Hälfte des 20. Jahrhunderts eine neue postmoderne Sichtweise der mittelalterlichen Epoche. Der Ritter wurde immer mehr „barbarisiert“ und die Darstellungen enthielten immer mehr Gewalt, wobei verstärkt auf die negativen Assoziationen des 18. und 19. Jahrhunderts bezüglich des Mittelalters zurückgegriffen wurde. So zählt heute ein Bild des brutalen, rückständigen, ungebildeten und oft fanatischen mittelalterlichen Kriegers zum Standardrepertoire des Historien- und Fantasygenres. Die Umwelt solcher Krieger wird zudem möglichst düster in Szene gesetzt, mangelnde Hygiene, Kriege und Hunger sind am häufigsten anzutreffen. Wissenschaft und Bildung werden aus dramaturgischen und eskapistischen Gründen zugunsten der Magie und Alchemie ausgeblendet.
Vorstellungen von einem „barbarischen Mittelalter“ sind jedoch gänzlich postmodern. Die oft dargestellte Rückständigkeit des mittelalterlichen Europas hat wie oben erwähnt mehr dramaturgische Gründe, denn historisch hat es solche Zustände in Europa nie gegeben. Die postmodernen Vorstellungen vom Mittelalter als einer „dunklen Zeit“ entstammen ebenfalls dem bürgerlich geprägten 19. Jahrhundert, wobei vor allem die historischen Quellen des 14. Jahrhunderts als Quelle gern gebraucht werden. Das spätmittelalterliche 14. Jahrhundert war jedoch eher eine Ausnahme als die Regel, denn aufgrund der Klimaveränderung traten Missernten, Hungersnöte, überfüllte Städte (was zu schlechter Hygiene führte) und Epidemien auf, welche eine nachhaltige Veränderung der spätmittelalterlichen Gesellschaft bewirkten, die letztendlich in der Renaissance gipfelte. Aus wissenschaftlicher Sicht lässt sich zwischen 1000 und 1300 eine langanhaltende Warmperiode nachweisen, in der die Häufigkeit von Epidemien und Missernten deutlich geringer war als bisher angenommen.
Entsprechend diesen wissenschaftlichen und historisch überlieferten Fakten lässt sich die angebliche „Barbarei“ des Ritters und seiner Lebensweise als ein Produkt der Postmoderne erkennen, welche wiederum auf Vorstellungen des 19. Jahrhunderts fußt. Die tatsächliche Lebensweise, Aussehen, religiöses Leben und Kampftaktik des Ritters entsprechen nicht der oben erläuterten populären Meinung. Literarische und kinematografische Darstellungen der Gegenwart sind in erster Linie Projektionen des Zeitgeistes auf die Vergangenheit, die einer eskapistischen Intention folgen und hiermit keinen Anspruch auf historische Authentizität besitzen.